# Andreas Grill (musiker)
Andreas Christofer Grill, född 27 maj 1967 i Stockholm, är en svensk kompositör, musikproducent och ljuddesigner. 
Andreas Grill har komponerat musik och gjort ljuddesign för både TV, film, teater och radio.
Som medlem av humorkollektivet Grotesco har han komponerat musik till humorgängets TV-serier och scenshower. I Melodifestivalen 2009 var han en av kompositörerna bakom den omtalade mellanakts-underhållningen "Tingeling". Låten fick mycket uppmärksamhet i media då Rysslands ambassad protesterade mot framträdandet. Den toppade den svenska singellistan den 27 mars 2009. 
Andreas Grill var även en av kompositörerna av låten ”Bögarnas fel” som Grotesco uppförde i Allsång på Skansen i augusti 2011. Gruppen blev polisanmäld efter att de framfört låten.
2017 gjorde Grotesco den tredje TV-säsongen ”Grotescos sju mästerverk”, där bland annat avsnittet ”Flyktingkrisen – en musikal” fick mycket uppmärksamhet. Andreas Grill var en av kompositörerna vilket han också vann pris för på RIA-galan 2018 för ”Årets ljudupplevelse – Grotesos sju mästerverk”

## Musik för TV och film i urval
- 2021 - They will never stop the dance. DJ Trexx och Grotesco för melodifestivalen (SVT)
- 2020 - Berts dagbok (Långfilm) Filmmusik tillsammans med Erik Hjärpe
- 2020 - Guldbaggegalan, musiknummer (SVT)
- 2019 - Guldbaggegalan, musiknummer (SVT)
- 2018 - 2019 - Svenska nyheter (SVT)
- 2017 - Grotescos sju mästerverk (SVT)
- 2014 - Welcome to Sweden, TV-serie (TV4)
- 2012 - 2013 - Kontoret, TV-serie, (TV4)
- 2010 - Grotesco säsong 2, TV-serie (SVT)
- 2009 - Grotesco, Tingeling på melodifestivalen (SVT)
- 2009 - Skräckministeriet, TV-serie (SVT)
- 2007 - Grotesco säsong 1, TV-serie (SVT)
- 2006 - Grotesco Royal, vinnare av TV-serien Humorlabbet (SVT)

## Musik och ljuddesign för scen och teater i urval
- 2020 - 2021 - Scalararevyn, (Scalateatern). Ljuddesign.
- 2019 - ”Kvinnan i svart” (Woman in black), (Scalateatern) Musik och ljuddesign.
- 2019 - ART, (Rival och turné), Musik tillsammans med Andreas Alfredsson Grube.
- 2018 - ”Mormor jag vet att du är i himlen men har du tid en timme” av och med William Spetz (Scalateatern och turné), Musik & ljuddesign
- 2016 - ”Grotesco på turné, en näradödenrevy” (Scalateatern) Musik & ljuddesign
- 2015 - ”Grotesco på Scala, en näradödenrevy” (Scalateatern) Musik & ljuddesign
- 2014 - ”Näktergalen från Holavedsvägen” med Henrik Dorsin. Arrangemang
- 2006 - 2008 - ”Godkänd kvalitetsunderhållning med Henrik Dorsin, Keyboards och Arrangemang (Scalateatern) och turné)
- 2006 - ”Julbonus” (Mosebacke etablissemanget) Musik & Arrangemang
- 2003 - 2006 - ”Slängar av sleven” med Henrik Dorsin (Mosebacke etablissemanget) Musik & Arrangemang
- 2001 - Landet där man gör som man vill (Stockholms blodbad) Ljuddesign

## Discografi i urval
- DJ Trexx - "They will never stop the dance." Single 2021
- Grotesco - "Resten av mästerverken". Album 2018
- Grotesco - "Flyktingkrisen". Album 2017
- William Spetz - "Mormor jag vet att du är i himlen men har du tid en timme". Album 2017
- Per Andersson - "Nevergreens". Album 2016
- Per Andersson - "Refuserade Bidrag Melodifestivalen 2013". EP 2013
- Per Andersson med vänner - "Pulver". EP 2012
- Grotesco - "Musik från TV-serien". Album 2010
- DJ Trexx - "A union of peace love and bass". Single 2009
- DJ Trees - "The base is International". Single 2009
- Grotesco - "Grotescos Tingeling". Album 2009
- DJ Trexx, P-bros and Olga Pratilova - "Tingaliin". Single 200
- Grotesco - "Grotescos Tingeling". Single 2009
- Misia - "Luv Parade". Single 2007

## Musik för radio i urval
- 2020 - Flykten från norra smultronstigen (SR)
- 2019 - Cringe 2,  Drama för unga (SR)
- 2018 - Cringe 1, Drama för unga (SR)

## Ljuddesign för TV och Film i urval
- 2021 - Premiärdatum oklart (SVT)
- 2020 - Ambassadören, TV-serie (Viaplay)
- 2018 - Operation Klotty, TV-serie (SVT)
- 2018 - Williams Spetz - Mormor jag vet att du är i himlen men har du tid en timme (SVT)
- 2018 - Ljuset återvänder - Documentär om Nationalmuseums renovering (SVT)
- 2017 - Grotesco - Flyktingkrisen, TV-serie (SVT)
- 2016 - Grotesco - en näradödenrevy, (SVT)
- 2014 - Lea och skogspiraterna (Film och SVT)
- 2012 - Peter Carlsson live på Scala (DVD)
- 2010 - Grotesco säsong 2, TV-serie (SVT)
- 2009 - Godkänd kvalitetsunderhållning (DVD & SVT)
- 2007 - Grotesco säsong 1, TV-serie (SVT)
- 2006 - Grotesco Royal, vinnare av TV-serien Humorlabbet (SVT)

## Priser och utmärkelser
2018 - RIA galan, Vinnare av årets ljudupplevelse för musiken till Grotescos sju mästerverk. 